# Canadian Football League

CFL logo

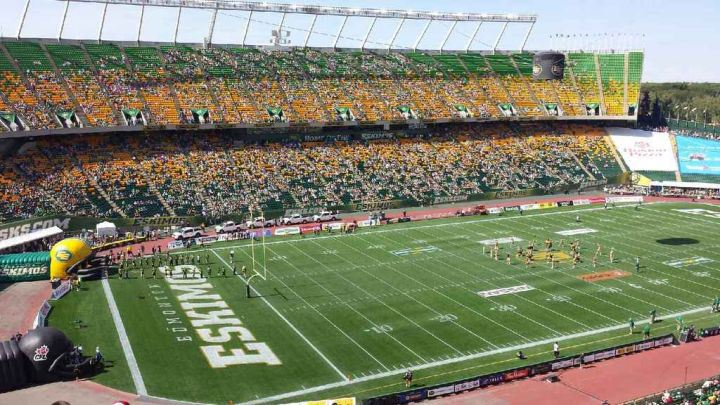
Commonwealth Stadium (Edmonton), sídlo klubu Edmonton Eskimos

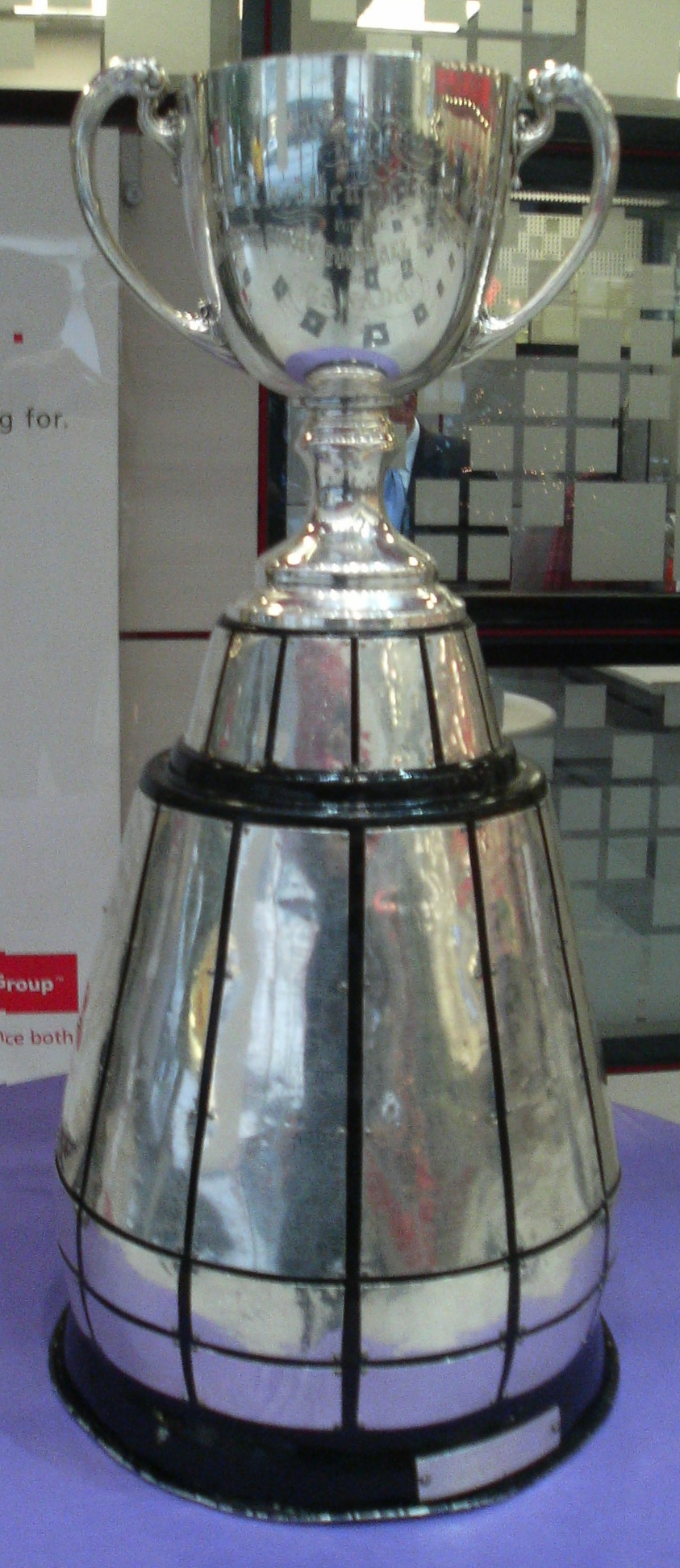
Grey Cup

Canadian Football League (zkratka CFL) je kanadská profesionální liga kanadského fotbalu, založená roku 1958. Její sídlo je v Torontu. Ligu v minulosti tvořilo 16 týmů, v současnosti je v lize 9 týmů. V letech 1993-1995 působilo v lize 7 týmů z USA.

## Systém ligy
Liga začíná během června přípravnými zápasy, slavnostní zahájení se koná na Den Kanady, a končí v listopadu, mezi tím odehraje každý z devíti týmů 18 utkání, z toho 6 nejlepších týmů postoupí do play off. Dva nejlepší týmy se dostanou do finále, které se nazývá Grey Cup.
Kluby jsou rozděleny do dvou divizí.

## Kanadská fotbalová liga v USA.
V letech 1993 a 1995 v rámci projektu CFL in USA působili v lize také kluby z USA, projekt měl být způsob, jak zaujmou a získat větší publikum obyvatel USA. Bylo celkově 7 týmů z USA. I přesto-že projekt byl poměrně úspěšný a skutečně byla velká účast na zápasech v USA, byli jisté komplikace, týmy z USA hráli na NFL stadionech anebo na univerzitních, zejména na těch univerzitních se hráli soutěže tzv. College Football. Jelikož hřiště na Kanadský fotbal rozdílný, byla toto hřiště upravit na CFL a poté znova pro zápasy College Football, které se často hrávali o pár hodin dříve. V roce 1995 odehrálo všech 7 klubů z USA poslední sezónu, po té zůstali už jen kanadské.
Východní divize:
- Hamilton Tiger-Cats
- Montreal Alouettes
- Toronto Argonauts
- Ottawa Redblacks

Západní divize:
- BC Lions
- Calgary Stampeders
- Edmonton Eskimos
- Saskatchewan Roughriders
- Winnipeg Blue Bombers

## Grey Cup
Grey Cup je nejdůležitější utkání této ligy. Hraje se koncem listopadu. Vítěz Grey Cupu získá trofej, kterou roku 1909 věnoval generální guvernér Kanady Albert Grey.
Držitelé poháru:
- 2024-Toronto Argonauts

- 2023- Montreal Alouettes
- 2022-Toronto Argonauts
- 2021-Winnipeg Blue Bombers

- 2020-soutěž zrušena z důvodu pandemie

- 2019-Winnipeg Blue Bombers

- 2018-Calgary Stempeders

- 2017-Toronto Argonauts
- 2016 -Ottawa RedBlacks
- 2015 - Edmonton Eskimos
- 2014 - Calgary Stampeders
- 2013 - Saskatchewan Roughriders
- 2012 - Toronto Argonauts
- 2011 - B.C. Lions
- 2010 - Montreal Alouettes
- 2009 - Montreal Alouettes
- 2008 - Calgary Stampeders
- 2007 - Saskatchewan Roughriders
- 2006 - B.C. Lions
- 2005 - Edmonton Eskimos
- 2004 - Toronto Argonauts
- 2003 - Edmonton Eskimos
- 2002 - Montreal Alouettes
- 2001 - Calgary Stampeders
- 2000 - B.C. Lions
- 1999 - Hamilton Tiger-Cats
- 1998 - Calgary Stampeders
- 1997 - Toronto Argonauts
- 1996 - Toronto Argonauts
- 1995 - Baltimore Stallions
- 1994 - B.C. Lions
- 1993 - Edmonton Eskimos
- 1992 - Calgary Stampeders
- 1991 - Toronto Argonauts
- 1990 - Winnipeg Blue Bombers
- 1989 - Saskatchewan Roughriders
- 1988 - Winnipeg Blue Bombers
- 1987 - Edmonton Eskimos
- 1986 - Hamilton Tiger-Cats
- 1985 - B.C. Lions
- 1984 - Winnipeg Blue Bombers
- 1983 - Toronto Argonauts
- 1982 - Edmonton Eskimos
- 1981 - Edmonton Eskimos
- 1980 - Edmonton Eskimos
- 1979 - Edmonton Eskimos
- 1978 - Edmonton Eskimos
- 1977 - Montreal Alouettes
- 1976 - Ottawa Rough Riders
- 1975 - Edmonton Eskimos
- 1974 - Montreal Alouettes
- 1973 - Ottawa Rough Riders
- 1972 - Hamilton Tiger-Cats
- 1971 - Calgary Stampeders
- 1970 - Montreal Alouettes
- 1969 - Ottawa Rough Riders
- 1968 - Ottawa Rough Riders
- 1967 - Hamilton Tiger-Cats
- 1966 - Saskatchewan Roughriders
- 1965 - Hamilton Tiger-Cats
- 1964 - B.C. Lions
- 1963 - Hamilton Tiger-Cats
- 1962 - Winnipeg Blue Bombers
- 1961 - Winnipeg Blue Bombers
- 1960 - Ottawa Rough Riders
- 1959 - Winnipeg Blue Bombers
- 1958 - Winnipeg Blue Bombers
- 1957 - Hamilton Tiger-Cats
- 1956 - Edmonton Eskimos
- 1955 - Edmonton Eskimos
- 1954 - Edmonton Eskimos
- 1953 - Hamilton Tiger-Cats
- 1952 - Toronto Argonauts
- 1951 - Ottawa Rough Riders
- 1950 - Toronto Argonauts
- 1949 - Montreal Alouettes
- 1948 - Calgary Stampeders
- 1947 - Toronto Argonauts
- 1946 - Toronto Argonauts
- 1945 - Toronto Argonauts
- 1944 - Montreal St. Hyacinthe-D Navy
- 1943 - Hamilton Flying Wildcats
- 1942 - Toronto RCAF Hurricanes
- 1941 - Winnipeg Blue Bombers
- 1940 - Ottawa Rough Riders
- 1939 - Winnipeg Blue Bombers
- 1938 - Toronto Argonauts
- 1937 - Toronto Argonauts
- 1936 - Sarnia Imperials
- 1935 - Winnipeg 'Pegs
- 1934 - Sarnia Imperials
- 1933 - Toronto Argonauts
- 1932 - Hamilton Tigers
- 1931 - Montreal AAA
- 1930 - Toronto Balmy Beach
- 1929 - Hamilton Tigers
- 1928 - Hamilton Tigers
- 1927 - Toronto Balmy Beach
- 1926 - Ottawa Senators
- 1925 - Ottawa Senators
- 1924 - Queen's University
- 1923 - Queen's University
- 1922 - Queen's University
- 1921 - Toronto Argonauts
- 1920 - University of Toronto
- 1915 - Hamilton Tigers
- 1914 - Toronto Argonauts
- 1913 - Hamilton Tigers
- 1912 - Hamilton Alerts
- 1911 - University of Toronto
- 1910 - University of Toronto
- 1909 - University of Toronto